# Siamosquilla laevicaudata
Siamosquilla laevicaudata is een bidsprinkhaankreeftensoort uit de familie van de Protosquillidae. De wetenschappelijke naam van de soort is voor het eerst geldig gepubliceerd in 1998 door Sun & Yang.